# 弁当の呪い
弁当の呪い（べんとうののろい）は、千葉ロッテマリーンズにおいて、選手の応援・記念弁当を販売するとその後、故障や成績不振などよからぬ事態が発生するというジンクスのことである。

## 概要
千葉駅などで駅弁を販売する万葉軒が1996年（平成8年）、エースだった伊良部秀輝をモチーフとした「決め手はフォークだ！イラブ弁当」を発売して以降、千葉マリンスタジアムでは千葉ロッテの人気選手をモチーフにした弁当が発売されている。しかし「弁当が発売されると、モチーフとなった選手に何らかの不幸が降りかかる」といわれるようになった。
また、ロッテ選手の間でも噂になり、里崎智也が自身の弁当の計画を拒否したと後に明かし、福浦和也も弁当の計画を拒否したとも言われている。

## 弁当の一覧
| 該当者               | 弁当の名前                     | その後                                                   |
| -------------------- | ------------------------------ | -------------------------------------------------------- |
| 伊良部秀輝           | 決め手はフォークだ！イラブ弁当 | 球団とケンカ別れして、ニューヨーク・ヤンキースへ移籍。   |
| 河本育之・成本年秀   | ダブルストッパー弁当           | 両者とも故障で退団、他球団へ移籍。                       |
| フリオ・フランコ     | フランコフルト弁当             | 不振で退団。                                             |
| 黒木知宏             | ジョニー黒木弁当               | 故障し長期のリハビリ。                                   |
| 石井浩郎             | 石井浩郎弁当                   | 発売直後に故障して退団、その後岡村孝子と離婚。           |
| 小坂誠               | 小坂スチール弁当               | 発売直後にゲッツー崩しのタックルを受け右足骨折。         |
| ロバート・ローズ     | ローズ勝つ弁当                 | 発売企画中に帰国、来日からわずか28日後に退団。           |
| ボビー・バレンタイン | バレンタイン弁当               | 発売決定後にチームが5連敗。0.5差でプレーオフ進出を逃す。 |
| 李承燁               | 李承燁プルコギ牛丼弁当         | シーズン後に退団し移籍。                                 |

## その他
弁当の呪いはチーム全体の弁当にも及ぶことがあり、2016年に「逆転丼」が発売されるとチームの逆転勝利が減った。2017年～2019年には勝利試合でのみ提供される「白星サワー」なるものが発売されたが、全ての年でBクラスに終わった。
弁当の呪いは他球団にも影響を及ぼすと言われ、2005年に新規参入した東北楽天ゴールデンイーグルスを迎え撃つ開幕カードで「楽天ウエルカム弁当」を発売すると、楽天は0対26の歴史的大敗を喫した。
また、セ・パ交流戦でセ・リーグにおける対戦相手のウエルカム弁当を4種類発売すると、ロッテは手掛けた4球団全てに勝ち越した。